# هنري كوكر
هنري كوكر (بالإنجليزية: Henry Coker)‏ هو عازف جاز أمريكي، ولد في 24 ديسمبر 1919 في دالاس في الولايات المتحدة، وتوفي في 23 نوفمبر 1979 في لوس أنجلوس في الولايات المتحدة.

## وصلات خارجية
- هنري كوكر على موقع ميوزك برينز (الإنجليزية)
- هنري كوكر على موقع أول ميوزيك (الإنجليزية)
- هنري كوكر على موقع ديسكوغز (الإنجليزية)